# Satbariya
Satbariya (nep. सतबरिया) – gaun wikas samiti w zachodniej części Nepalu w strefie Rapti w dystrykcie Dang Deokhuri. Według nepalskiego spisu powszechnego z 2001 roku liczył on 1816 gospodarstw domowych i 11300 mieszkańców (5673 kobiet i 5627 mężczyzn).